# 마르틴 아이클러
마르틴 막시밀리안 에밀 아이클러 (Martin Maximilian Emil Eichler, 1912년 5월 29일 ~ 1992년 10월 7일)은 독일의 수학자였다. 주로 정수론을 연구했다. 1936년 마르틴 루터 할레-비텐베르크 대학교에서 박사 학위를 취득했으며, 시무라 고로와 함께 특정한 모듈러 형식에서 생성되는 타원곡선에 대한 연구를 진행한 것으로 유명하다. 이 연구 결과의 역, 즉 모든 타원곡선에는 대응되는 모듈러 형식이 존재한다는 추측은 나중에 페르마의 마지막 정리를 증명하는 핵심 개념이 되었다.